# إمدادات المياه والصرف الصحي في الهند
تحسنت إمدادات المياه والصرف الصحي في الهند بدرجة كبيرة منذ عام 1980 حتى الوقت الحاضر. ورغم ذلك ما زال العديد من سكان الهند في حاجة إلى مصدر ماء صالح للشرب، ومراحيض آمنة، وبنية تحتية صحية لتصريف الفضلات. أدت البرامج الحكومية على المستوى القومي والمحلي إلى تحسين الصرف الصحي ومصادر مياه الشرب في الهند بسرعة خاطفة. وما زالت تلك البرامج مستمرة.
قُدرت تغطية شبكة الصرف الصحي في ريف الهند بنحو 1% في عام 1980، وارتفعت تلك النسبة حتى وصلت إلى 95% في عام 2018. وارتفعت كذلك نسبة الهنود المستفيدين بمصادر المياه الصالحة للشرب من 72% في عام 1990 إلى 88% في عام 2008. وفي ذات الوقت، وُصفت مؤسسات الحكومة المحلية المسؤولة عن تشغيل البنية التحتية وصيانتها بالضعف، وبأنها تفتقر إلى مصادر التمويل الكافية لأداء مهامها. إلى جانب ذلك، لا توجد مصادر مياه مستمرة دون انقطاع في الهند عدا في مدينتين فقط، وطبقًا لأحد التقديرات، 8% من الهنود تقريبًا يفتقرون إلى مرافق الصرف الصحي المُحسنة في عام 2018.

## إمكانية الوصول

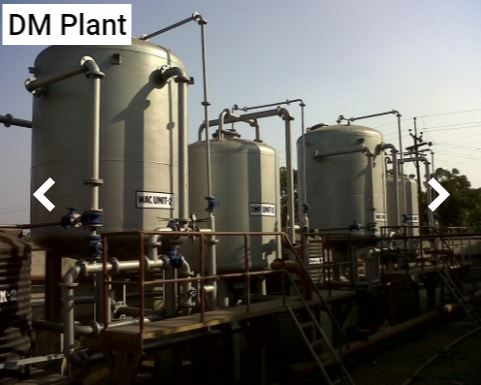
مصنع لمعالجة المياه في الهند.

في عام 2015، أصبحت مصادر المياه الأساسية متاحة لـ88% من السكان؛ بنحو 96% في المناطق الحضرية، و85% في المناطق الريفية. ومصطلح «مصدر ماء أساسي» هو مصطلح جديد ظهر في عام 2016، وهو متعلق بمصطلح «مصدر مياه مُحسن» المذكور سابقًا ولكنهما مختلفان.
في عام 2017 غطت شبكة الصرف الصحي في الهند 59.5% من السكان. وفي الفترة بين عامي 2014 و2018 بنت الحكومة الهندية 110 مليون مرحاض في جميع أنحاء الهند. ونتيجة لذلك ارتفعت نسبة تغطية الصرف الصحي من 38.7% في أكتوبر 2014 إلى 59.5 في عام 2017.
أُتيحت خدمات الصرف الصحي لـ44% من السكان في عام 2015؛ بنحو 65% في المناطق الحضرية، و34% في المناطق الريفية. وفي ذات العام، قُدر عدد الأفراد الذين يفتقرون إلى مصدر مياه رئيسي بنحو 150 مليون فرد.
طبقًا للمعايير الهندية، تتحقق إمكانية الوصول لمصادر مياه مُحسنة عند إتاحة 40 لتر من المياه الصالحة للشرب على الأقل لكل فرد في اليوم، ويجب ألا يبعد مصدر المياه عن مسافة أفقية تفوق 1.6 كم، أو 100 متر مسافة رأسية، وألا يكون مزدحمًا بشدة. يجب أن تكون هناك مضخة مياه واحدة على الأقل لكل 250 فردًا.
يضطر بعض الناس في المناطق الحضرية ممن لا تصلهم المياه عبر الأنابيب إلى شراء مياه غالية الثمن ذات جودة مشكوك فيها من بائعي المياه. على سبيل المثال، تحضر شاحنات المياه في دلهي الماء من آبار مياه غير قانونية على ضفاف نهر يامونا بسعر 0.75 روبية هندية لكل غالون من الماء (أي 2.75 دولار أمريكي لكل متر مكعب).

## جودة الخدمة

### استمرارية وصول المياه

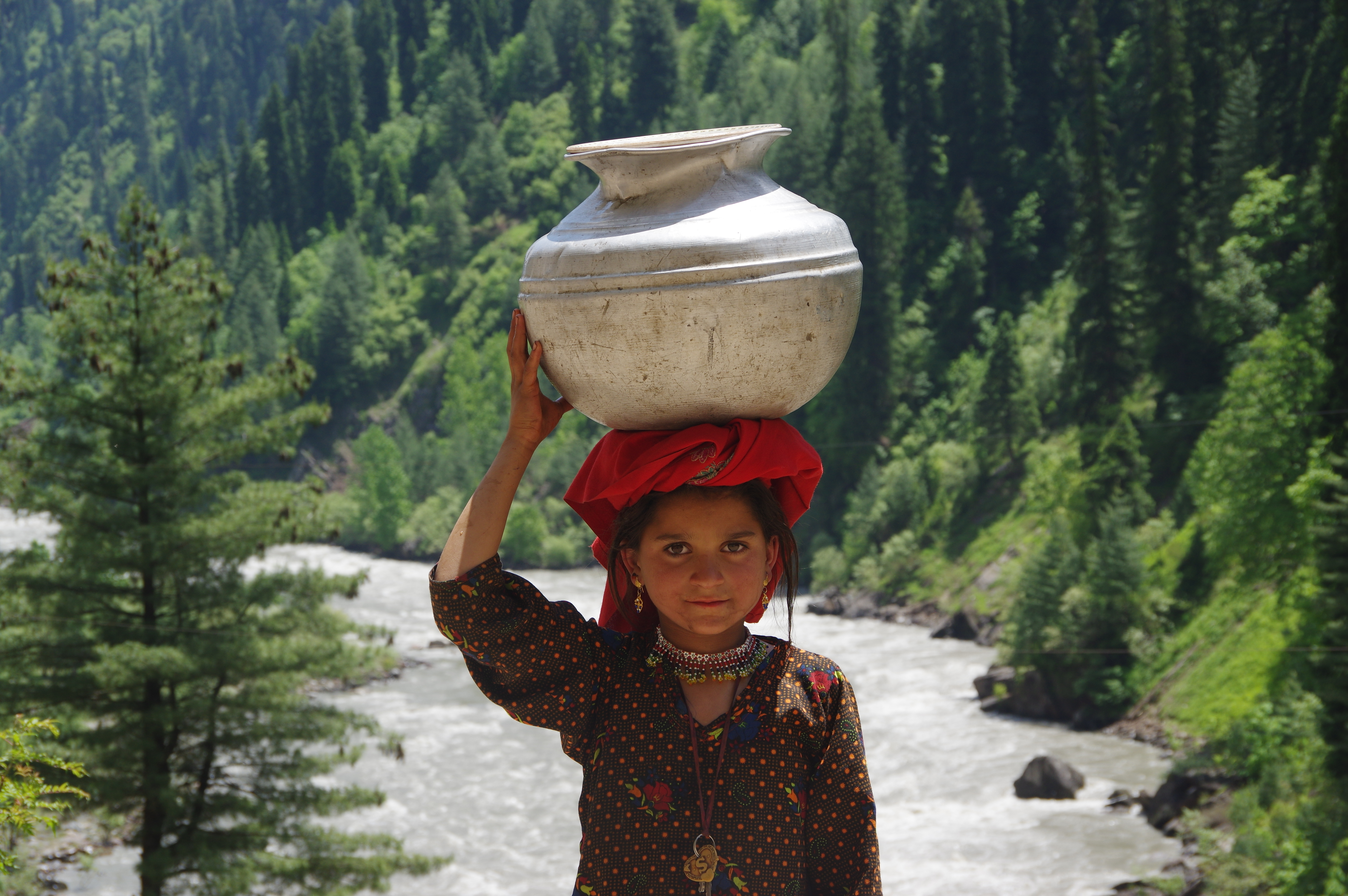
فتاة تحمل الماءعلى رأسها في الهند

تحديات: لا يوجد مصدر مياه مستمر في الهند إلا في مدينتين فقط: كوتا وثيروفانانثابورام. في عام 2005، كانت المياه تصل إلى سكان مدن الهند التي يتجاوز سكانها مليون نسمة لبضعة ساعات فحسب، وذلك على الرغم من وجود بنية تحتية كافية لإيصال الماء بصفة متواصلة. ونتيجةً لضغط الماء الضعيف يجد السكان صعوبة في تخزين المياه حتى عند توفرها. طبقًا للبنك الدولي، لم تستوفِ أيٌ من تلك المدن المعايير الدولية المتوسطة لجودة خدمة المياه. أظهرت دراسة قام بها بنك التنمية الآسيوي عام 2007 أن متوسط مدة توفر المياه في 20 مدينة في الهند 4.3 ساعة فقط في اليوم. أطول مدة خدمة متواصلة كانت في مدينة شانديغار بمعدل 12 ساعة يوميًا، وأقل مدة خدمة متواصلة كانت في مدينة راجكوت بمعدل 0.3 ساعة يوميًا. طبقًا لنتائج برنامج مقياس مستوى الخدمة الذي دشنته وزارة التنمية العمرانية في 28 مدينة في عام 2006، فإن متوسط مدة الخدمة 3.3 ساعة في اليوم، وتتراوح من ساعة واحدة إلى 18 ساعة في اليوم. تصل المياه إلى سكان مدينة دلهي لبضعة ساعات فقط في اليوم نظرًا لسوء إدارة نظام التوزيع. تؤدي تلك العوامل إلى تلويث المياه المنزلية، وتضطر سكان البيوت إلى تعويض النقص في مياه المرافق العامة ببدائل باهظة الثمن. يعاني الفقراء بصفة خاصة من تلك الأوضاع. على سبيل المثال، طبقًا لاستقصاءات الأسر المعيشية عام 1996، متوسط إنفاق الأسر على خدمات المياه في دلهي يُقدر بنحو 2,182 روبية هندية (30.60 دولار) في العام بما يشمل الوقت والمال الذي تنفقه تلك الأسر للتأقلم مع خدمات المياه الرديئة. وفي المقابل تنفق الأسر الأمريكية في المتوسط 18 دولار سنويًا على خدمات المياه، مع الأخذ في الحسبان أن متوسط استهلاك المياه في دلهي 20 متر مكعب فقط لكل أسرة في الشهر.
إنجازات: استطاعت مدينة جمشيدبور في ولاية جهارخاند أن تزود 25% من سكانها بمصادر مياه مستمرة بحلول عام 2009. وتمكنت مدينة نافي مومباي التي تجاوز عدد سكانها مليون نسمة من تزويد نصف سكانها بالمياه بحلول يناير 2009. تمكنت مدينة بادلابور التي يبلغ سكانها 140,000 من توصيل مصدر مياه مستمر لثلاث مناطق من أصل عشرة، أي 30% من السكان. تُعد مدينة ثيروفانانثابورام (عاصمة ولاية كيرلا) أكبر مدينة في الهند، إذ بلغ عدد سكانها 1,645,000 نسمة بحلول عام 2011، وهي المدينة المليونية الوحيدة التي يتمتع سكانها بإمدادات مياه صحية غير منقطعة. وتُعد مدينة مالكابور الواقعة في منطقة ساتارا في ولاية ماهاراشترا أول مدينة هندية تزود 100% من سكانها بمصادر مياه غير منقطعة على مدار الساعة طوال أيام الأسبوع. بدأ هذا المشروع كمرحلة تجريبية في عام 2008، وانتهى بتغطية كافة أرجاء المدينة في وقت قصير. يُقاس استهلاك المياه في تلك المدينة بنسبة 100%، وتُحدد قيمة الفاتورة طبقًا لنظام شرائح تعريفية. نجحت قرية كابيل المجاورة كذلك في تزويد جميع المنازل بالمياه المنقولة عبر الأنابيب.

### الصرف الصحي
يعتمد معظم الهنود بنسبة كبيرة على مرافق الصرف الصحي الموضعي، ويشير هذا المصطلح في المناطق الريفية عادةً إلى المراحيض الجافة. شجعت الحكومة طرق الصرف الصحي المدعومة من قبل المجتمعات مثل حملة الصرف الصحي الشاملة، وحققت بذلك قدرًا من النجاح. ومن بين الأمثلة على مبادرات الصرف الصحي في المناطق الحضرية برنامج الصرف الصحي للعشوائيات في مومباي، والذي أتاح خدمات الصرف الصحي لربع مليون فرد من سكان الأحياء الفقيرة. ولكن في كثير من الأحيان تُترك الفضلات في حالة سيئة. فمثلًا، تفتقر شبكة الصرف الصحي في دلهي إلى الصيانة على مدار الأعوام الماضية، وتفيض البالوعات بالفضلات بصفة متكررة نظرًا لانسداد الأنابيب، وترسب الفضلات، وقلة سعة المضخات. تكفي سعة محطات معالجة مياه الصرف الصحي في دلهي التي بلغ عددها 17 محطة لمعالجة نصف كمية مياه الشرب فقط. بالإضافة إلى ذلك، تؤوي الهند 15 مليون شخص يتغوط بصفة روتينية على الملأ من أصل 892 مليون فرد من حول العالم، وبذلك تحتوي الهند على أكبر عدد من المتغوطين في الشوارع في العالم. ويترتب على ذلك آثار سلبية خطيرة على الصحة العامة.
من بين المشكلات الأخرى التي تعاني منها الهند بصفة خاصة، مهنة جمع الفضلات يدويًا المحظورة قانونًا، وهي تقوم على أساس نظام التمييز الطبقي الذي تخلت عنه الهند بصفة رسمية. تنطوي تلك المهنة على تنظيف المراحيض والدلاء من الفضلات بطريقة غير آمنة وغير إنسانية، إلى جانب التعامل مع الفضلات البشرية دون معالجة بطريقة غير آمنة.